# Mary van Kleeck
Mary Abby van Kleeck (Glenham, 26 de junho de 1883 – Kingston, 8 de junho de 1972) foi uma cientista social americana. Foi uma figura notável no movimento trabalhista americano, bem como uma defensora da administração científica e de uma economia planificada.
Holandesa-americana, van Kleeck foi uma nova-iorquina ao longo da vida, com exceção de seus estudos de graduação no Smith College, em Massachusetts. Começou sua carreira como parte do movimento de assentamento, investigando o trabalho feminino na cidade de Nova Iorque. Ganhou destaque como diretora do Departamento de Estudos Industriais da Fundação Russell Sage, que liderou por mais de trinta anos, começando em 1916. Durante a Primeira Guerra Mundial, foi nomeada pelo presidente dos EUA, Woodrow Wilson, para liderar o desenvolvimento de padrões de trabalho para as mulheres que entram na força de trabalho, tornando-se a primeira mulher nomeada para um cargo de autoridade no governo federal americano durante a guerra.
Após a guerra, van Kleeck liderou a criação de uma agência federal para defender as mulheres na força de trabalho, intitulado Women's Bureau, antes de retornar à Fundação Sage e continuar sua determinada pesquisa sobre questões trabalhistas. Na década de 1930, tornou-se socialista, argumentando que planejamento central das economias era a maneira mais eficaz de proteger os direitos trabalhistas. Além disso, foi uma notável crítica de esquerda do New Deal e do capitalismo americano durante a Grande Depressão, defendendo uma agenda radical para reformadores sociais e trabalhadores. 
Posteriormente, ao concluir suas atividades na Fundação Sage em 1948, concorreu ao Senado do Estado de Nova Iorque como membro do Partido Trabalhista Americano, mas perdeu a eleição e retornou seu foco para o ativismo pela paz e o desarmamento nuclear. Como uma longa defensora das economias planificadas, se tornou uma defensora da amizade soviético-americana, levando à suspeita do poderoso movimento anticomunista. Morreu aos 88 anos em 1972.

## Primeiros anos
Filha de Eliza Mayer de Baltimore e Robert Boyd van Kleeck, um ministro episcopal de origem holandesa, van Kleeck nasceu em 26 de junho de 1883, em Glenham, no Condado de Dutchess, Nova Iorque. Por parte de pai, era descendente da família Schenck do Brooklyn. Foi a caçula dos cinco irmãos, incluindo um irmão que morreu na infância. Seu avô se chamava Charles F. Mayer, um notável advogado e político de Baltimore. Na relação familiar, era mais apegada com a mãe, e tinha um relacionamento distante com seu pai que, muitas vezes, estava doente quando era jovem. Ele morreu em 1892, quando a filha tinha apenas nove anos. Van Kleeck foi a oradora de sua turma na Flushing High School em Nova Iorque, onde também foi líder estudantil e debatedora. Além disso, uma de suas principais características era a forte reputação de inteligência e força de personalidade entre seus colegas. Escreveu em seu discurso de despedida:
Estamos vivendo em uma época de disputas, e de forma alguma, a menor delas é a questão da mulher e seus direitos (...) [aqueles que defendem as mulheres] cometem um grande erro — defendem corajosamente a mulher, mas esquecem que ela não precisa de defesa, suplicam eloquentemente sua libertação dos laços da escravidão, mas esquecem que seu papel não é como uma escrava.— Mary van Kleeck, 1900.

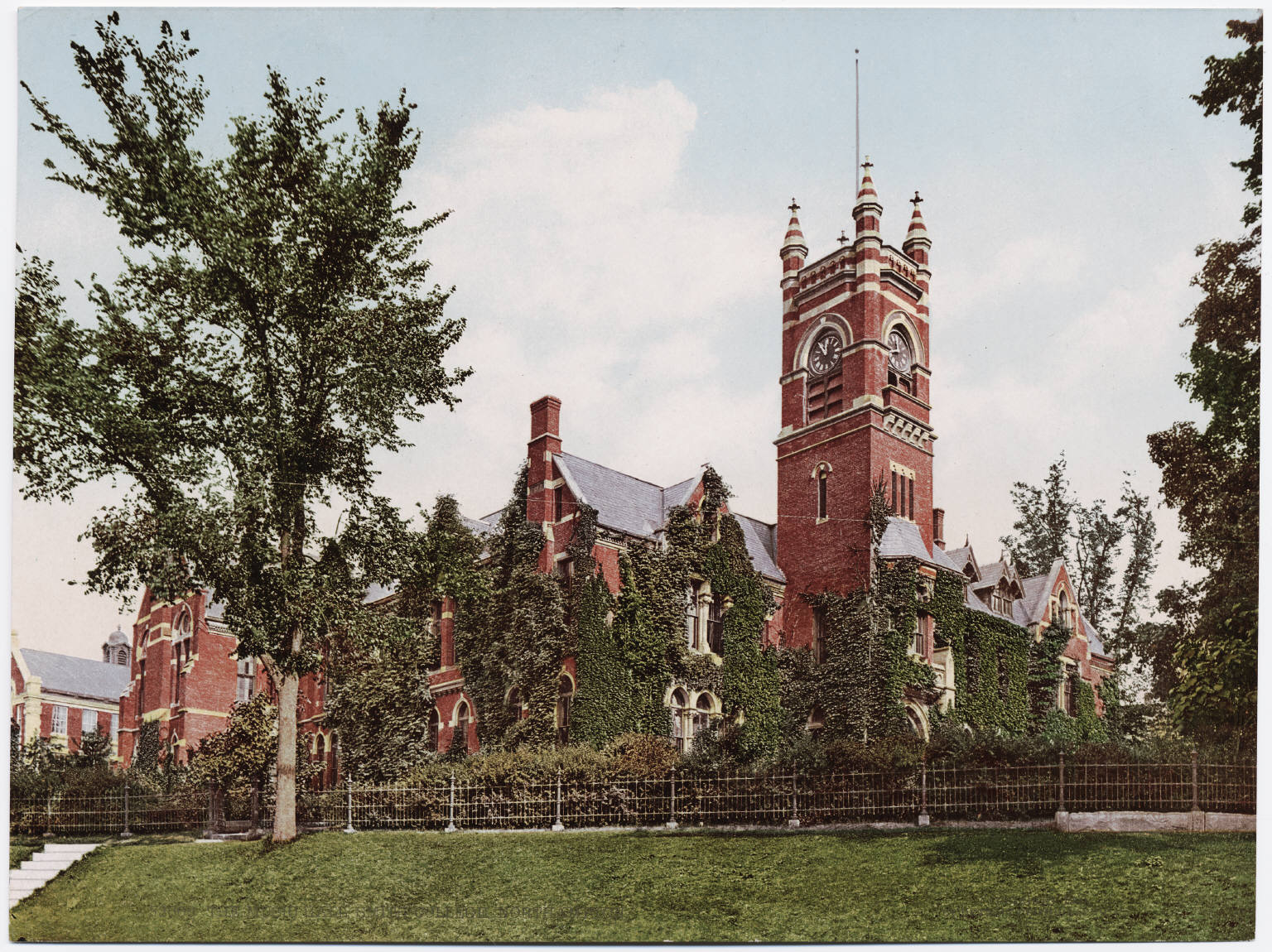
Van Kleeck estudou no Smith College antes de iniciar sua carreira em Nova Iorque

Van Kleeck estudou no Smith College de 1900 a 1904, onde floresceu — estudando cálculo, escrevendo poesia e desfrutando de popularidade entre seus colegas. van Kleeck ingressou na Smith College Association for Christian Work (SCACW), a principal organização estudantil do campus. Posteriormente, trabalhou como presidente da SCACW em 1903. Por meio dessa organização, conheceu a YWCA, à qual permaneceu vinculada pelo resto de sua vida. Em um retiro de verão da YWCA em Silver Bay, em Nova Iorque, foi atraída pelas ideias de Florence Simms, a secretária industrial da YWCA. Deste modo, optou por dedicar sua carreira ao serviço público, projeto na qual dedicou um poema no anuário de Smith.

## Início de carreira
Um ano depois de se formar em Smith com um grau acadêmico Bachelor of Arts, van Kleeck recebeu uma bolsa de pós-graduação conjunta da College Settlement Association e da Smith College Alumnae Association, que lhe permitiu realizar pesquisas na cidade de Nova Iorque. Como parte desse trabalho, realizou investigações sobre a aplicação da lei trabalhista que rege a semana de trabalho (limitada a 60 horas no momento, embora esta disposição tenha sido frequentemente ignorada pelos empregadores).
Van Kleeck também trabalhou para o Comitê de Trabalho Infantil de Nova Iorque e para a Consumers League. Seu trabalho para a College Settlement Association, juntamente com seu papel como secretária industrial do Alliance Employment Bureau (AEB), levou ao início de sua pesquisa sobre mulheres na indústria e trabalho infantil. Para a AEB, desenvolveu um estudo sobre as condições irregulares de trabalho de modistas e fabricantes de flores artificiais, ambas as principais fontes de emprego das mulheres na época. Ademais, também realizou trabalhos de pós-graduação em economia social na Universidade de Columbia durante esse período. Posteriormente, teve aulas com o experiente economista trabalhista Henry Rogers Seager e os sociólogos Franklin Giddings e Samuel McCune Lindsay, mas nunca concluiu um doutorado.

### Fundação Russel Sage
Van Kleeck ganhou o apoio da Fundação Russel Sage em 1907, logo após a sua criação, o início de uma relação profissional que duraria quarenta anos. A organização foi fundada por Margaret Olivia Sage para apoiar o ativismo social e as reformas progressistas por meio de pesquisas científicas dedicadas. Orientada e treinada por Florence Kelley e Lilian Brandt, notáveis ativistas trabalhistas e reformadores sociais, foi contratada diretamente pela Fundação em 1910 para liderar seu Comitê sobre o Trabalho das Mulheres. Seu salário inicial era de 1 500 dólares por ano. Seu papel foi fundamental na aprovação das leis de Nova Iorque proibindo longas horas de trabalho em 1910 e 1915. Diante disso, publicou junto com a Fundação Sage uma série de livros baseados em sua pesquisa: Artificial Flower Makers (1913), Women in the Bookbinding Trade (1913) e Wages in the Millinery Trade (1914).

Van Kleeck trabalhando para a Fundação Russell Sage antes da Primeira Guerra Mundial

Em 1916, van Kleeck convenceu a Fundação a criar a Divisão de Estudos Industriais ao atribuí-la como chefe. Como diretora do projeto, posteriormente foi ampliado e teve seu nome renomeado para Departamento de Estudos Industriais, tornando-se uma figura bem conhecida no estudo das condições de trabalho industrial e do emprego das mulheres na indústria. Seu departamento foi o resultado de uma organização conhecida por sua especialização em indústria e trabalho, por treinar estudantes de pós-graduação e por desenvolver novos métodos de investigação. Seu trabalho foi caracterizado por "cuidado no empirismo, revisão colegiada e cooperação com órgãos estatais e privados", segundo o historiador Guy Alchon.
O departamento de van Kleeck frequentemente recomendava reformas trabalhistas, como o estabelecimento de comissões salariais cooperativas. Mais de uma vez, a Fundação Sage foi obrigada a proteger o Departamento de Estudos Industriais de represálias de corporações prejudicadas que haviam sido investigadas pelo departamento. A empresa de fabricação Remington Arms, criticada pelo departamento em 1916 por fornecer condições precárias para seus trabalhadores, tentou suprimir o relatório resultante, mas foi rejeitada por Robert DeForest, vice-presidente da fundação.
Ao lado de Eleanor Roosevelt, van Kleeck também foi co-vice-presidente do Women's City Club of New York, fundado em 1915. Durante esse período, a produção de estudos trabalhistas e outros artigos realizados pela cientista foi prodigiosa, e ela, muitas vezes, trabalhou em estreita colaboração com a Women's Trade Union League (WTUL). Por exemplo, ao escrever um artigo na revista científica Journal of Political Economy, argumentou que as meninas trabalhadoras deveriam ter acesso a cursos noturnos sem obstáculos financeiros, publicado em maio de 1915. A cientista social também encontrou tempo para trabalhar no Comitê de Desemprego do prefeito de Nova Iorque, John P. Mitchel. Além disso, ministrou uma série de cursos sobre questões industriais na Escola de Filantropia de Nova Iorque da Universidade de Columbia, entre 1914 a 1917. Na Columbia, encontrou as ideias de Taylorismo (também conhecido como administração científica) e rapidamente se tornou uma referência, vendo-o como uma "ciência social de potencial utópico". Posteriormente, foi membro notável da Taylor Society por várias décadas.

## Primeira Guerra Mundial eWomen's Bureau

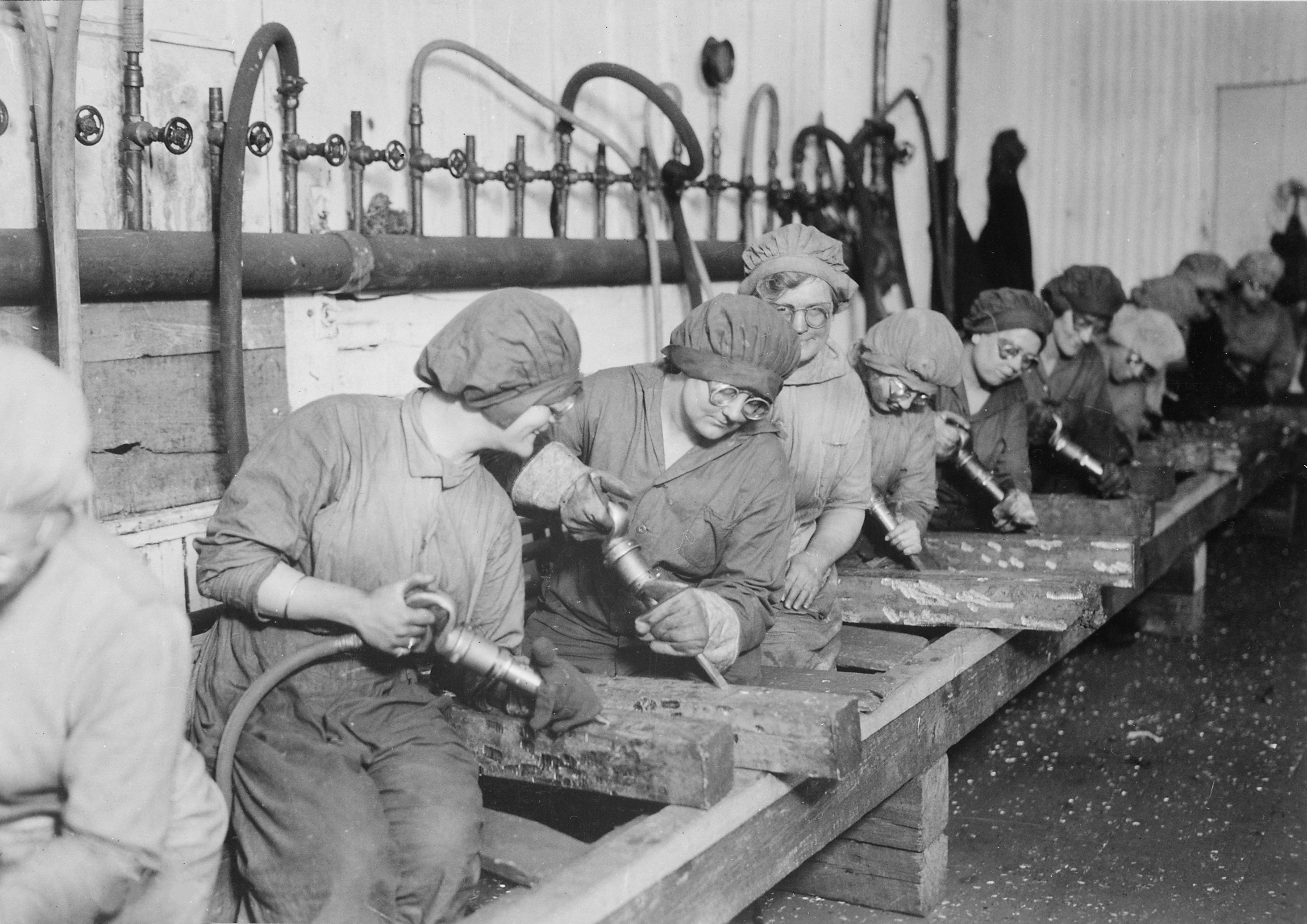
Van Kleeck investigou as condições de trabalho feminino durante a Primeira Guerra Mundial, como essas fabricantes de munições na Pensilvânia

Em 1917, os Estados Unidos entraram na Primeira Guerra Mundial. A essa altura, van Kleeck gozava de "uma merecida reputação como uma das maiores especialistas do país em emprego feminino". A pedido do War Industries Board (WIB) e de Herman Schneider, decidiu investigar a possibilidade de empregar mulheres nos armazéns do Exército dos EUA. Também recomendou a criação de uma Women's Bureau no Departamento de Guerra e, como resultado, foi escolhida pelo presidente Woodrow Wilson para liderar um novo grupo de Serviço de Mulheres na Indústria, uma subagência do Departamento de Trabalho. Diante disso, tornou-se a primeira mulher nos Estados Unidos escolhida para um cargo de autoridade no governo federal desde o início do envolvimento do país na Primeira Guerra Mundial. Ademais, escreveu que o grande número de mulheres trazidas para a força de trabalho pela guerra representou uma "nova liberdade" para as mulheres: "liberdade de defender seu país através de sua indústria, não como mulheres, mas como trabalhadoras julgadas pelos mesmos padrões e recompensadas com a mesma recompensa que os homens".
O grupo Women in Industry Service produziu uma série de relatórios documentando disparidades salariais, condições de trabalho inseguras e discriminação contra trabalhadoras, realizando investigações em 31 estados. Suas recomendações foram, muitas vezes, ignoradas e, em uma conferência de outubro de 1918 para discutir o trabalho das mulheres organizada por van Kleeck, o secretário do Trabalho, William Wilson, se recusou a tomar medidas para lidar com a desigualdade salarial. A cientista social priorizou a nomeação de uma mulher negra para a equipe do grupo Women in Industry Service, trabalhando com George Haynes para encontrar um candidato adequado. Eventualmente, uma pesquisadora experiente chamada Helen Irvin, formada pela Universidade Howard, foi contratada da Cruz Vermelha.
Em dezembro de 1918, o grupo publicou um amplo relatório intitulado Standards for the Employment of Women in Industry. O relatório foi usado, mais tarde, como base para o inovador Fair Labor Standards Act de 1938, que aplicava padrões aos locais de trabalho em todo o país. Após a guerra, o grupo formado por van Kleeck criou o United States Women's Bureau. A cientista social escreveu a lei que permite essa transição em junho de 1920. Em 14 de julho, foi escolhida como chefe da nova agência do Departamento do Trabalho. Embora esperassem que van Kleeck liderasse o Bureau permanentemente, só foi chamada para ajudar a cuidar de sua mãe que estava morrendo, renunciando após algumas semanas. Mary Anderson, sua amiga e colega de trabalho, tornou-se sua primeira diretora de longo prazo.

## Trabalho pós-guerra
Van Kleeck retomou seu trabalho e pesquisa com a Fundação Russell Sage após a Primeira Guerra Mundial, tornando-se mais uma vez diretora do Departamento de Estudos Industriais. A fundação continuou a realizar estudos aprofundados sobre as condições dos trabalhadores em locais de trabalho como as fábricas de carvão e aço Rockefeller (em cooperação com Ben Selekman), a Dutchess Bleachery e a Filene's Department Store. Esses estudos representaram coletivamente "um dos exames mais profundos da década sobre as mudanças dramáticas em curso na relação entre capital, trabalho, acionistas e administração", segundo o historiador econômico Mark Hendrickson. Durante a década de 1920, também atuou em vários comitês governamentais nas administrações de Harding, Coolidge e Hoover, incluindo a Conferência do Presidente sobre Desemprego em 1921. Presidido por Hoover, então Secretário do Comércio, o comitê de desemprego desenvolveu um plano para o cálculo uniforme das estatísticas de emprego nos Estados Unidos, trabalho no qual desempenhou um papel fundamental.
Trabalhadora incansável, van Kleeck também foi administradora do Smith College entre 1922 a 1930, e liderou a Conferência Nacional Interracial em 1928. Além disso, atuou como uma "luz principal" na organização episcopal feminina da Society of the Companions of the Holy Cross, nas palavras de Alchon.

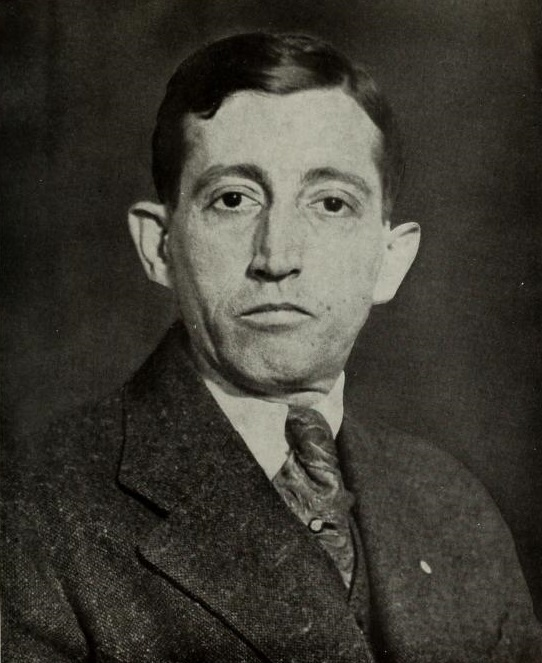
Will H. Hays procurou van Kleeck por causa de sua experiência em questões trabalhistas

Em 1924, Will H. Hays, o poderoso chefe da Motion Picture Producers and Distributors of America, pediu para realizar um estudo da indústria de elenco em Hollywood, em que acreditava estar repleta de exploração. A cientista social não só conduziu o estudo e, entre outras descobertas, como também recomendou a criação de uma organização centralizada para extras de fundição e outras peças pequenas. Hays adotou essa sugestão e a Central Casting Corporation nasceu no ano seguinte.

"Realmente, não sinto que trabalhei uma hora em toda a minha vida (...) É algo que eu simplesmente amo fazer."

Mary van Kleeck, entrevistada por Helen Foster em 1926
Um periódico de 1926, intitulado Brooklyn Daily Eagle e focando em seu prodígio com matemática e estatística, definiu van Kleeck como "uma mulher despretensiosa que realiza seu trabalho de maneira tranquila, que o faz principalmente porque ama e que aproveita cada minuto de sua existência." Em resposta à descrição do entrevistador de seus relatórios estatísticos como "trabalho sem fim", disse: "Realmente, não sinto que trabalhei uma hora em toda a minha vida (...) É algo que eu adoro fazer."  Alguns anos mais tarde, um jovem conterrâneo da cientista social, Jacob Fisher, a descreveria como tendo "a postura e a fala aristocrática, a presença imperiosa e os modos de grande dama da dona de um salão do século XIX".
A partir de 1928, van Kleeck também atuou no Instituto Internacional de Relações Industriais, que liderou junto com Mary Fleddérus. Membros notáveis do Instituto também destacaram Adelaide Anderson e Lillian Moller Gilbreth. Gilbreth, um amigo, intitulou-a como "a melhor pesquisadora que conheço". Fleddérus, um reformador social holandês, tornou-se o parceiro vitalício dela e as duas mulheres viveram juntas a maior parte de sua vida, dividindo seu tempo igualmente entre Países Baixos e a cidade de Nova Iorque a cada ano, trocando cartas diárias quando separadas. A historiadora Jacqueline Castledine define seu relacionamento como romântico, descrevendo as duas líderes profissionais como "mulheres comprometidas com as mulheres" em uma época em que o lesbianismo era aceitável na sociedade convencional. Tais relacionamentos, não desconhecidos em comunidades urbanas de mulheres com formação universitária, eram chamados de casamentos de Boston.
Em 1932, como uma longa defensora do planejamento socioeconômico, van Kleeck visitou a União Soviética, no qual considerava estar na vanguarda da gestão científica e dos direitos trabalhistas. No ano seguinte, foi eleita membro da Associação Americana para o Avanço da Ciência. Além disso, também liderou a formação da National Association of Social Workers, que, posteriormente, foi fundido para Associação Nacional dos Trabalhadores Sociais.

## Socialismo e oposição ao New Deal

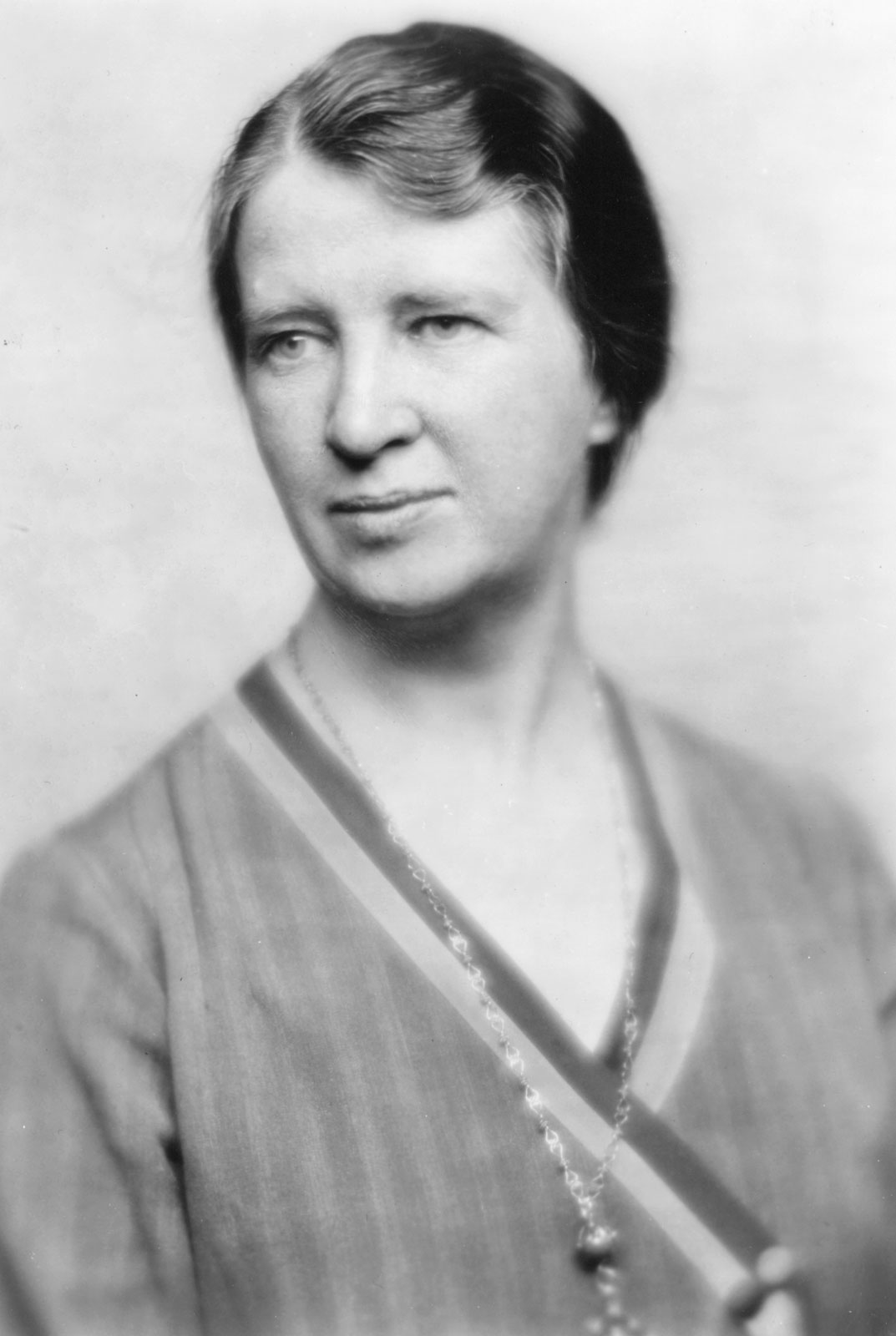
Van Kleeck em 1930, fotografada em uma convenção da Women's Trade Union League

Embora vários colegas ativistas e cientistas sociais defendessem que van Kleeck recebesse um cargo de gabinete no novo governo Roosevelt em 1933, suas visões cada vez mais radicais tornaram isso improvável. No início da década de 1930, tornou-se socialista e se opôs às iniciativas do New Deal do governo Roosevelt. Também foi a favor do planejamento econômico no estilo soviético, pois estava convencida de que seria eficaz para resolver os problemas econômicos contínuos dos EUA. Suas opiniões foram amplamente divulgadas, como em artigo de 1931, publicado pelo The New York Times com o subtítulo "Mary van Kleeck diz que os efeitos sociais dos planos mundiais devem ser testados".
Embora nomeada para o Conselho Consultivo Federal do Serviço de Emprego dos EUA do New Deal, decidiu renunciar, em forma de protesto, após um dia devido à sua crença de que a National Recovery Administration não apoiava suficientemente os sindicatos. Posteriormente, continuou a realizar estudos trabalhistas e escrever em favor das políticas socialistas. Seu livro Miners and Management, publicado em 1934, foi baseado em um estudo da Rocky Mountain Fuel Company e defendia que toda a indústria deveria ser socializada. Seu próximo livro, Creative America, foi publicado em 1936 e se opôs ao controle privado contínuo dos meios de produção, além de apoiar uma "forma moderada de coletivismo". Alchon escreve que "para van Kleeck, o idealismo cristão e comunista eram complementares, se não intercambiáveis".

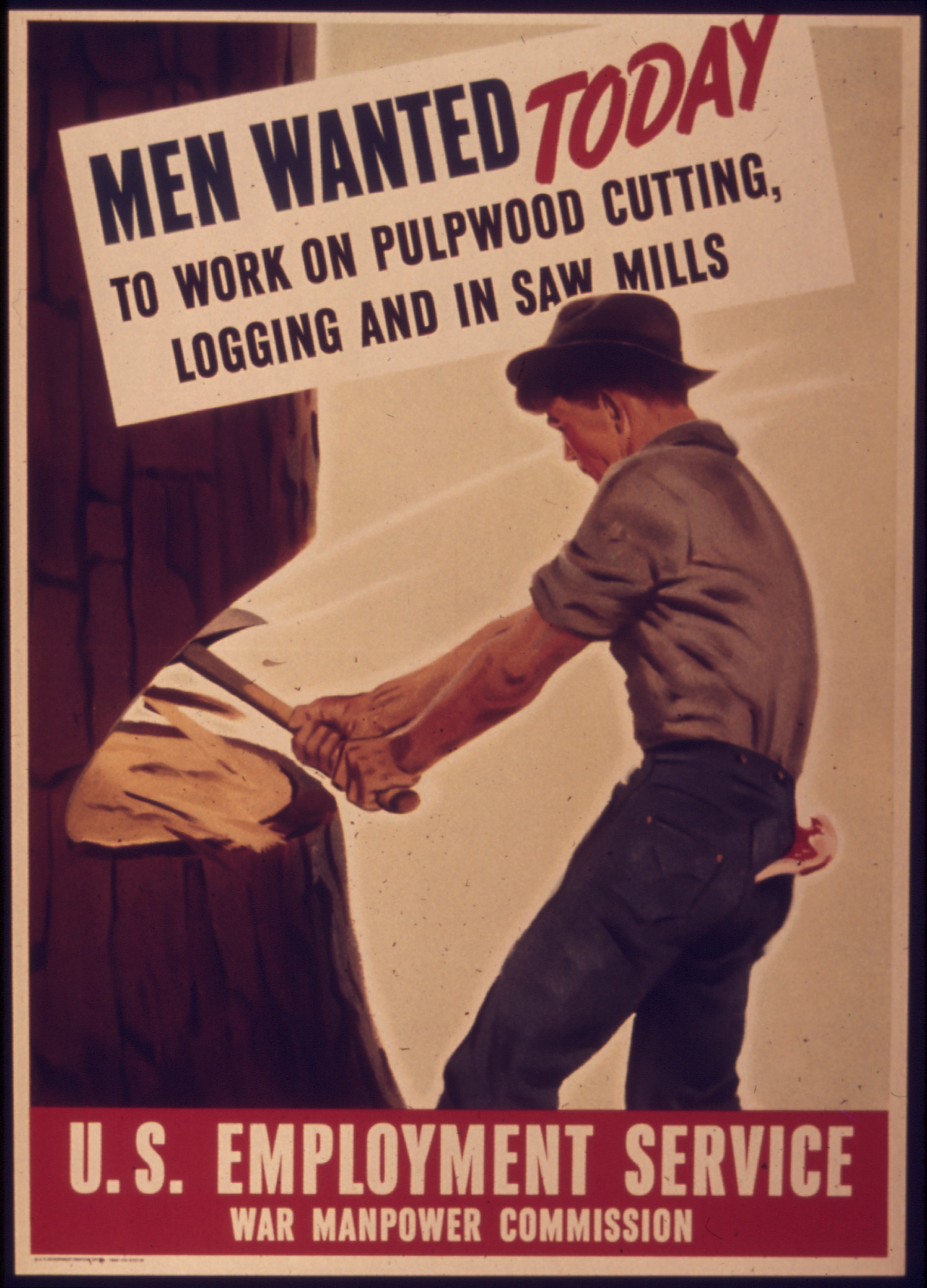
Van Kleeck renunciou a um cargo consultivo no Serviço de Emprego dos EUA devido à sua oposição às políticas do New Deal

Durante os primeiros anos do New Deal, van Kleeck foi considerada uma figura de destaque da esquerda americana, com influência notável sobre o movimento nacional de assistência social, que defendia melhorias progressivas na sociedade. Sua influência foi demonstrada por uma recepção arrebatadora na reunião da National Conference of Social Work (NCSW) em 1934. Lá, apresentou seu artigo "Nossas ilusões sobre o governo", argumentando que os reformadores sociais não devem se deixar corromper por um governo controlado pelo capital e pelas grandes empresas, que "tenderia a proteger os direitos de propriedade e não os direitos humanos".

O discurso de van Kleeck, na presença de uma multidão de 1 500 pessoas em uma sala projetada para 500 pessoas, foi tão bem recebido que recebeu o principal prêmio da conferência por um excelente trabalho e foi convidada a apresentar o trabalho novamente, com intuito de atender à alta demanda dos participantes ao ouvir o trabalho dela. Um jornalista escreveu:
Em minha longa experiência de coletivas, esta espectadora jamais havia presenciado uma aclamação tão prolongada (...) diante de seus colegas de serviço cansados e desanimados, conseguiu trazer uma nova esperança e sonho quando eles deixaram de ter ambas as coisas; ela enxerga uma pessoa como um líder inquestionável, vestido de coragem para uma boa luta. O efeito de seu público foi eletrizante.— Gertrude Springer escrevendo no The Survey, junho de 1934.
Essa reação chamou a atenção dos membros mais conservadores do NCSW e levou seu presidente, William Hodson, a criticar o radicalismo da cientista social e a oposição ao New Deal no comitê anual da organização. Em resposta, cerca de 1 000 participantes da coletiva se organizaram para censurar Hodson não oficialmente.
Van Kleeck também foi membro do conselho de administração da União Americana pelas Liberdades Civis (abreviado do inglês: ACLU), liderando o Subcomitê de Política Trabalhista. Foi afiliada à ACLU entre 1935 até 1940, quando renunciou em protesto depois que a ACLU expulsou Elizabeth Gurley Flynn, uma de suas fundadoras, por pertencer ao Partido Comunista.
Van Kleeck se opôs inicialmente à entrada americana na Segunda Guerra Mundial, vendo-a como uma desventura imperialista. Durante a guerra, continuou a defender a inclusão das mulheres no governo e na força de trabalho. Em 1944, escreveu um livro junto com Mary Fleddérus, intitulado Technology and Livelihood. O livro argumentou que o aumento da inovação tecnológica e da eficiência inevitavelmente leva ao aumento do desemprego e do subemprego, e sugeriu um forte Estado de bem-estar social e movimento trabalhista como o remédio necessário para esse problema. Conhecida por suas contribuições pré-guerra às estatísticas trabalhistas, tornou-se membro da American Statistical Association em 1945.

## Conclusão das atividades
Van Kleeck concluiu suas atividades pela Fundação Sage aos 63 anos em 1948, tendo recebido um salário de 8 808 dólares em seu último ano na organização. A cientista social concorreu ao Senado do Estado de Nova Iorque, no mesmo ano, como membro do Partido Trabalhista Americano de extrema esquerda no 20º distrito de Manhattan, contra o republicano MacNeil Mitchell e a democrata Evelyn B. Richman. No último ano de destaque para o Partido Trabalhista Americano, obteve 14 284 votos (10,01%), contra 76 519 de Mitchell e 51 916 de Richman. Após a derrota, voltou a investir na pauta do ativismo antinuclear e do trabalho de desarmamento. Além disso, também ajudou na fundação do Congresso das Mulheres Americanas, uma importante organização no movimento pela paz do período pós-guerra. Argumentando que a organização deveria se concentrar nas mulheres não apenas como donas de casa, mas como trabalhadoras, a ativista Mary McLeod Bethune foi convidada para apresentar à organização a discriminação contra as mulheres afro-americanas.

Embora nunca tenha se vinculado claramente ao Partido Comunista, van Kleeck tornou-se uma defensora da União Soviética, acreditando que esta posição representava a única alternativa viável do mundo ao capitalismo. Como resultado, ficou sob suspeita do governo e sustentou a vigilância do FBI como uma 'companheira de viagem' e possível membro secreto do Partido Comunista, apesar de não existir nenhuma evidência de filiação que tenha sido apresentada. Comitês do Congresso que investigam o comunismo a listaram como membro de até 60 diferentes organizações "subversivas" que consideravam possíveis frentes para o comunismo. Nesse contexto, teve o visto negado, inúmeras vezes, para realizar viagens ao exterior. Como socialista abertamente declarada, foi convocada por Joseph McCarthy, membro do Subcomitê Permanente de Investigações do Senado, em 1953, onde foi representada pelo advogado de direitos civis, Leonard Boudin, e questionada por Roy Cohn. Segue um trecho desse questionamento:
Sr. COHN: Você acredita em nosso modelo de governo hoje?
Srta. VAN KLEECK: Claro que sim. Eu sou uma americana com uma longa história familiar contada desde aos primeiros dias, e todo o meu trabalho é dedicado aos Estados Unidos da América.
Sr. COHN: Minha pergunta foi: Você acredita na forma capitalista de governo?

Srta. VAN KLEECK: Os Estados Unidos são essencialmente e para sempre capitalistas? Eles mudaram sua forma de organização ao longo dos anos. Acredito na democracia política, que é a essência dos Estados Unidos da América.— Transcrição da audiência do Senado dos Estados Unidos, em 25 de março de 1953.

"O que me interessa na minha vida é o meu trabalho, pois meu destino era abençoado e incomum por estar envolvida com assuntos de extrema importância."

Mary van Kleeck, em resposta a uma sugestão de 1957 para que ela escrevesse uma autobiografia
Após encerrar suas atividades na Fundação Sage, van Kleeck viveu com Mary Fleddérus, sua companheira romântica de longa data, numa "casa velha e cambaleante" em Woodstock, Nova Iorque. Em 1956, por recomendação de Eleanor Flexner, começou a organizar seus papéis e entregá-los à Sophia Smith Collection em sua alma mater, com a ajuda de Margaret Storrs Grierson. Ela não tinha certeza se seus documentos tinham algum valor, afirmando que "escrever sobre [questões nacionais] apenas comigo como o elemento unificador os diminuiria a ponto de desaparecer", mas acabou acreditando que "a coleção, se adequadamente arranjado, seria a biografia mais útil."
Intitulada pelos seus conterrâneos como uma pessoa séria, brilhante e quieta, van Kleeck jogava tênis e bridge e era fã de esquetes de teatro e comédia. Durante toda sua vida foi cristã, sendo membro da Episcopal League for Social Action e da Society of the Companions of the Holy Cross. Posteriormente, morreu de insuficiência cardíaca em 8 de junho de 1972, em Kingston, Nova Iorque, aos 88 anos de idade.